# Синди Шърман
Синди Шърман (на английски: Cindy Sherman) е американска фотографка и режисьорка, известна със своите концептуални автопортрети.

## Биография
Родена през 1954 г. в Глен Ридж, Ню Джърси, Синди Шърман живее и работи в Ню Йорк. Тя заявява, че нейните снимки трябва да се възприемат като творби на концептуалното изкуство. Подобен концептуален подход е особено проявен в разделянето на работите и на серии. Въпреки многообразието им в тях се разпознават постоянни теми като например интерес на художничката към живописта, която тя изследва посредством средствата на фотографията, както и към социалния образ на жените. Първите снимки, с които Шърман става известна в началото на 80-те години, са „Филмови кадри“. Тези черно-бели автопортрети представят художничката в разнообразни ситуации, които като техника и съдържание напомнят филмите от 50-те и 60-те години.
Следващите проекти на Шърман са свързани предимно с разработването на цветна фотография. Една от значимите ѝ фотосерии е правена по поръчка на нюйоркското списание „Артфорум“. Специфично за снимките е, че са в размер на книга, които съответстват на формата на списанието, като показват авторката със застинало изражение на лицето. През 1983 г. Шърман прави първите си модни снимки, чрез които радикално осмива общоприетия идеал за женска красота. С течение на времето тя използва все по-рядко автопортретите в творбите си.
Шърман се класифицира като визуален артист, принадлежащ към тенденцията в съвременното изкуство, която трансформира половите части на тялото в художествен мотив. Известни части на тялото, които вече е показала в „Исторически портрети“ (1988-1990), стават „герои“ в „Сексобрази“ (1992). Както и в по-късните „Картини на ужаса“ (1994) тялото на художничката напълно изчезва от изображенията, за да се появи отново в по-късните „Маски“ (след 1995). В най-амбициозния и проект „Убиец в офиса“ (1997) Шърман съчетава интереса си към социалното положение на жените с някои аспекти на филмовата история.

## Признание и награди
- 1981: Artist-in-residence, Light Work, Сиракюз, Ню Йорк[3]
- 1995: Стипендия на фондация „Маккартър“[4] Тази стипендия предоставя 500 хиляди долара за пет години, без никакви условия, на важни учени в широк спектър от области, за да насърчи бъдещата им творческа работа.
- 1993: Larry Aldrich Foundation Award
- 1997: Награда „Волфганг Хан“ на музея „Лудвиг“[5]
- 1999: Награда „Хаселблад“[6]
- 2001: National Arts Award
- 2005: Guild Hall Academy of the Arts Lifetime Achievement Award for Visual Arts
- 2003: American Academy of Arts and Sciences Award
- 2009: Награда „Ман Рей“ на Еврейския музей в Ню Йорк[7]
- 2010: Почетен член на Кралската академия по изкуства, Лондон[8]
- 2012: Награда „Росвита Хафтман“[9]
- 2013: Почетен докторат от Кралския колеж по изкуства, Лондон[10]
- 2020: Награда „Волф“[11]